# Karl-Heinz Thomas (Schauspieler)
Karl-Heinz Thomas (* 15. Februar 1937 in Hannover) ist ein deutscher Schauspieler bei Bühne, Film und Fernsehen.

## Leben und Wirken
Thomas erhielt eine Ausbildung zum Sänger und Schauspieler. Seine künstlerische Laufbahn startete er 1959 als Bassbuffo im Chor von Münster. Anschließend wirkte der Hannoveraner als freischaffender Künstler an verschiedenen Münchner Bühnen. Nebenbei arbeitete Thomas auch für den Hörfunk und machte Synchronübersetzungen. Ab 1965 arbeitete er vermehrt im Fernsehen, allerdings in Kleinstrollen. 
In den 1970er Jahren sah man Thomas in Kinofilmen – sowohl in ambitionierten Filmemacher-Produkten wie Erwin Keuschs Das Brot des Bäckers und Alexander Kluges Der starke Ferdinand als auch in Softsexfilmchen vom Schlage Rosemaries Schleckerland und Kasimir, der Kuckuckskleber. Er hatte eine kleine Dauerrolle als Polizeiarzt in diversen frühen Folgen der ZDF-Krimiserien Der Alte (1977 bis 1983) und Derrick (1983 bis 1986).

## Filmografie
- 1965, 1968: Das Kriminalmuseum (TV-Serie, zwei Folgen)
- 1967: Zur blauen Palette
- 1967: Der Fall Ivar Kreuger
- 1968: Schmutzige Hände
- 1969: Todesschüsse am Broadway
- 1970: Der Bettelstudent
- 1971: Ehen vor Gericht (eine Folge)
- 1972: Die rote Kapelle
- 1973: Merkwürdige Lebensgeschichte des Friedrich Freiherrn von der Trenck
- 1975: Der starke Ferdinand
- 1976: Das Brot des Bäckers
- 1977: Kasimir, der Kuckuckskleber
- 1978: Rosemaries Schleckerland
- 1978: Götz von Berlichingen mit der eisernen Hand
- 1979: Lucky Star
- 1977–1983: Der Alte (TV-Serie, zahlreiche Folgen)
- 1977–1986: Derrick (TV-Serie, zahlreiche Folgen)
- 1981: Auf Achse